# Distretto di Manjacaze
Il distretto di Manjacaze è un distretto del Mozambico, facente parte della Provincia di Gaza.

## Suddivisioni amministrative
Il distretto è suddiviso in sette sottodistretti amministrativi (posti amministrativi):
- Manjacaze
- Chidenguele
- Nguzene
- Chibonzane
- Macuacua
- Madzucane
- Chalala